# 福岡県道297号鱒渕八幡東自転車道線
福岡県道297号鱒渕八幡東自転車道線（ふくおかけんどう297ごう ますぶちやはたひがしじてんしゃどうせん）は、福岡県北九州市小倉南区から北九州市八幡東区に至る一般県道（大規模自転車道）。
1974年から整備を開始し、一部現道利用で総延長33.4 km、基本幅員2.5 m。

## 概要
起点の小倉南区頂吉（かぐめよし少年自然の家付近）から鱒渕ダムの周囲をめぐり、鱒渕ダムの堰堤高低差を、道原公園に掛かる螺旋橋の「流線橋」で下りて紫川沿いを北上し、道原から徳吉南までは県道258号を経由する。
徳吉南からは合馬川に沿って西に進み、合馬峠の半ばで県道61号に合流して八幡東区田代に抜ける。田代からは田代川沿いに北上し、河内貯水池の西岸をめぐって河内の集落に至る。河内地区林道を経由して周回したのちに湖畔に復帰し、河内貯水池の西岸をふたたび北上し、終点の上重田（西鉄バス上重田バスロータリー）にたどり着く。
鱒渕ダムの湖畔区間は「ます渕ダムサイクリング道路」、河内貯水池の湖畔区間は「河内サイクリング道路」として整備されている。鱒渕～河内間は自転車の往来がほとんどなく、合馬峠のつづら折り区間は路面の荒廃が著しい。
全線にわたって県道の標識がない。

### 路線データ

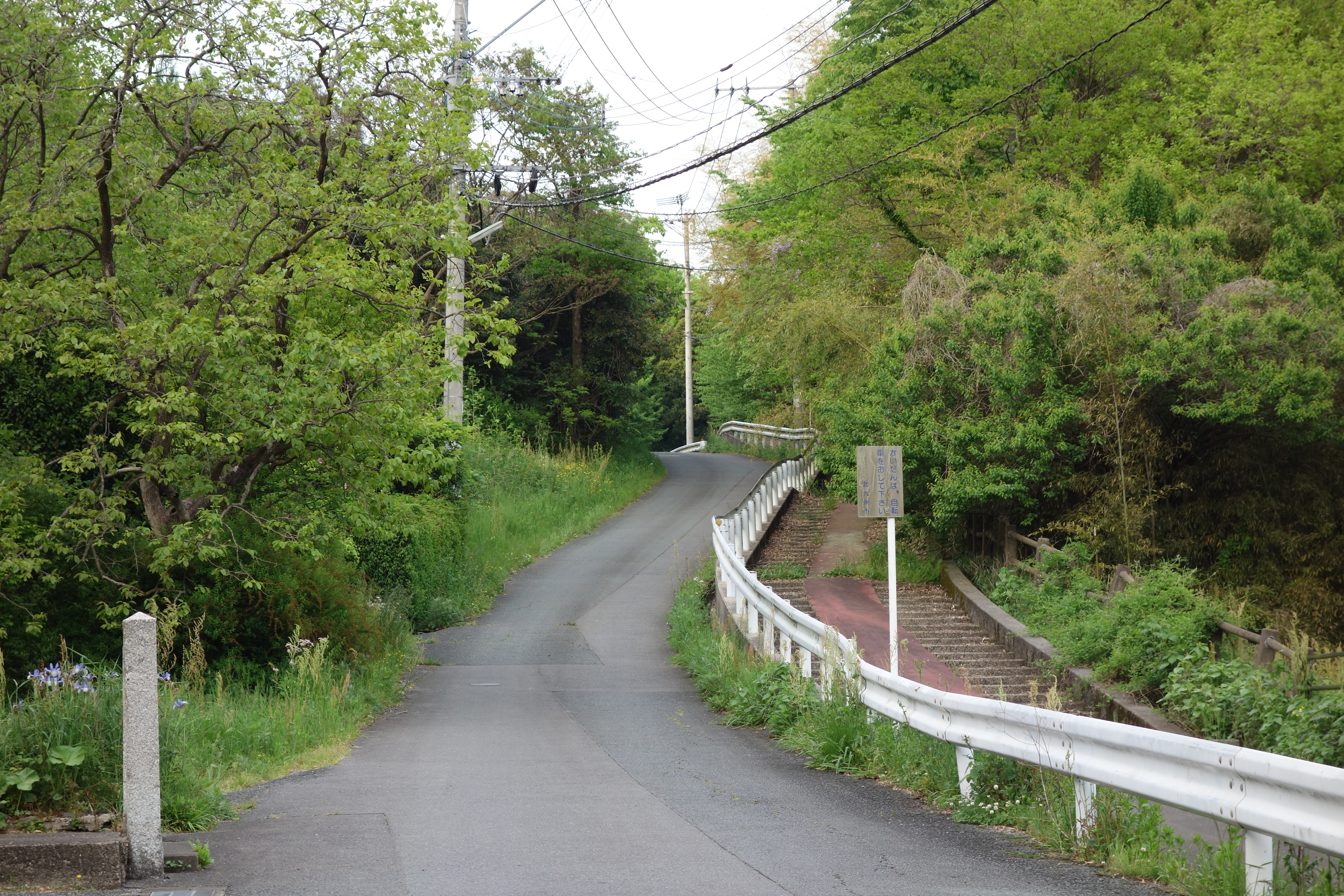
市道大字大蔵2号線（左）と鱒渕八幡東自転車道線（右）の並走区間　八幡東区河内2

- 起点：北九州市小倉南区大字頂吉（福岡県道258号呼野道原徳吉線交点）
- 終点：北九州市八幡東区豊町15（福岡県道62号北九州小竹線と県道297号が並走）

## 路線状況

### 道路施設
- 道原サイクリングセンター - 廃止
- 河内サイクリングセンター

## 地理
通過する自治体
- 北九州市（小倉南区 - 八幡東区）